# دی لک (داکوتای شمالی)
دی لک(به انگلیسی: Des Lacs) شهری در ایالت داکوتای شمالی کشور ایالات متحده آمریکا است که جمعیت آن در سرشماری سال ۲۰۱۰ میلادی، ۲۰۴ نفر بوده‌است.